# Adama Jammeh
Adama Jammeh (Barra, 10 giugno 1993) è un velocista gambiano, ha rappresentato il Gambia ai Giochi olimpici estivi di Rio de Janeiro 2016.

## Record nazionali
- 200 metri piani: 20"45 (+1.8 m/s) ( Durban, 26 giugno 2016)

## Palmarès
| Anno | Manifestazione                    | Sede           | Evento      | Risultato  | Prestazione | Note                                     |
| ---- | --------------------------------- | -------------- | ----------- | ---------- | ----------- | ---------------------------------------- |
| 2011 | Giochi panafricani                | Maputo         | 100 m piani | Batteria   | 10"74       |                                          |
| 2011 | Giochi panafricani                | Maputo         | 200 m piani | Semifinale | 21"63       |                                          |
| 2012 | Africani                          | Porto-Novo     | 100 m piani | Semifinale | 10"65       |                                          |
| 2012 | Africani                          | Porto-Novo     | 200 m piani | Semifinale | 21"02       |                                          |
| 2012 | Africani                          | Porto-Novo     | 4×100 m     | dq         | dq          |                                          |
| 2013 | Giochi della solidarietà islamica | Palembang      | 100 m piani | 6º         | 10"59       |                                          |
| 2013 | Giochi della solidarietà islamica | Palembang      | 200 m piani | 5º         | 21"34       |                                          |
| 2014 | Africani                          | Marrakech      | 100 m piani | Semifinale | 10"41       |                                          |
| 2014 | Africani                          | Marrakech      | 200 m piani | 5º         | 20"80       |                                          |
| 2015 | Mondiali                          | Pechino        | 200 m piani | Batteria   | 20"81       | Miglior prestazione personale stagionale |
| 2015 | Giochi panafricani                | Brazzaville    | 100 m piani | Semifinale | 10"40       |                                          |
| 2015 | Giochi panafricani                | Brazzaville    | 200 m piani | 4º         | 20"74       |                                          |
| 2015 | Giochi panafricani                | Brazzaville    | 4×100 m     | batteria   | 40"09       |                                          |
| 2016 | Africani                          | Durban         | 100 m piani | Semifinale | 10"29       |                                          |
| 2016 | Africani                          | Durban         | 200 m piani | Argento    | 20"45       |                                          |
| 2016 | Giochi olimpici                   | Rio de Janeiro | 200 m piani | Batteria   | 20"55       |                                          |
| 2017 | Giochi della solidarietà islamica | Baku           | 100 m piani | Semifinale | 10"48       |                                          |
| 2017 | Giochi della solidarietà islamica | Baku           | 200 m piani | 4º         | 20"86       |                                          |
| 2017 | Giochi della solidarietà islamica | Baku           | 4x100 m     | 4º         | 40"20       |                                          |
| 2017 | Mondiali                          | Londra         | 200 m piani | Batteria   | 20"79       |                                          |
| 2018 | Giochi del Commonwealth           | Gold Coast     | 100 m piani | Batteria   | 10"59       |                                          |
| 2018 | Giochi del Commonwealth           | Gold Coast     | 200 m piani | Batteria   | 21"11       |                                          |
| 2018 | Giochi del Commonwealth           | Gold Coast     | 4x100 m     | Batteria   | 40"57       |                                          |
| 2018 | Africani                          | Asaba          | 100 m piani | Semifinale | 10"64       |                                          |
| 2018 | Africani                          | Asaba          | 200 m piani | 8º         | 20"91       |                                          |
| 2018 | Africani                          | Asaba          | 4×100 m     | 6º         | 39"88       |                                          |
| 2019 | Giochi panafricani                | Rabat          | 100 m piani | Semifinale | dnf         |                                          |
| 2022 | Africani                          | Saint-Pierre   | 100 m piani | Batteria   | 10"59       |                                          |
| 2022 | Africani                          | Saint-Pierre   | 4x100 m     | Batteria   | 41"93       |                                          |
| 2022 | Giochi del Commonwealth           | Birmingham     | 200 m piani | Batteria   | 21"72       |                                          |
| 2022 | Giochi del Commonwealth           | Birmingham     | 4x100 m     | 6º         | 40"18       |                                          |
| 2024 | Giochi panafricani                | Accra          | 100 m piani | Semifinale | 10"57       |                                          |
| 2024 | Giochi panafricani                | Accra          | 200 m piani | 7º         | 21"14       |                                          |
| 2024 | Giochi panafricani                | Accra          | 4x100 m     | 5º         | 39"24       | Record nazionale                         |
| 2024 | Campionati africani               | Douala         | 100 m piani | Semifinale | 10"31       |                                          |
| 2024 | Campionati africani               | Douala         | 200 m piani | Semifinale | 21"23       |                                          |
| 2024 | Campionati africani               | Douala         | 4x100 m     | Batteria   | 39"79       |                                          |